# 马来西亚上诉法院主席
马来西亚上诉法院主席是马来西亚三权分立制度下司法机构的副首脑。这一职位设置于1994年6月24日，即设立马来西亚上诉法院的日子。上诉法院主席是马来西亚第二级别的法院——上诉法院的最高首长。该职位也是马来西亚司法体系的第二高职，仅次于联邦首席大法官，位列马来亚高等法院大法官、沙巴及砂拉越高等法院大法官之前。

## 历任上诉法院主席
- 拉敏尤诺斯：1994年－2001年[4]
- 旺阿德南：2001年[4][5]
- 阿末法鲁兹（英语：Ahmad Fairuz Abdul Halim）：2002年－2003年[4]
- 阿都马力：2004年－2007年[4]
- 阿都哈密莫哈末（英语：Abdul Hamid Mohamad）：2007年[4]
- 扎基阿兹米（英语：Zaki Azmi）：2007年－2008年[4][6]
- 阿拉乌丁：2008年－2011年[4][6]
- 莫哈末劳勿斯（英语：Md Raus Sharif）：2011年－2017年[4][7]
- 祖基菲里：2017年－2018年[4][8]
- 阿末马洛（英语：Ahmad Maarop）：2018年－2019年[9]
- 罗哈娜·尤索夫（英语：Rohana Yusuf）：2019年－2022年[10][11]
- 阿邦伊斯干达（英语：Abang Iskandar Abang Hashim）：2023年－2025年[12]
- 阿布巴卡贾斯：2025年－至今[13]